# Ioannis Gounaris
Ioannis Gounaris (griechisch Γιάννης Γούναρης, * 6. Juli 1952 in Thessaloniki) ist ein ehemaliger griechischer Fußballspieler.

## Spielerkarriere
Gounaris begann seine Karriere bei griechischen Viertligisten Makedonikos Neapolis FC. 1970 wechselte er zu seinem ersten Profiverein PAOK Thessaloniki. In Thessaloniki gewann Gounaris einen Meistertitel und zweimal den griechischen Pokal. 1982 ging er zu Olympiakos Piräus für zwei Jahre. In der Hafenstadt konnte er jedoch keinen Titel erringen. Er beendete seine Karriere 1985.
International spielte er 27 Mal für Griechenland. Gounaris spielte bei der Fußball-Europameisterschaft 1980 in Italien, wo er ein Mal eingesetzt wurde.

## Nach der Spielerkarriere
Gounaris übernahm 1989 für ein Spiel als Interimscoach Olympiakos Piräus. Weitere Vereine als Trainer waren Niki Volos, PAS Ioannina, Pathrakikos FC und Lemia FC.

## Erfolge
- Einmal griechischer Meister 1976
- Zweimal griechischer Pokalsieger 1972, 1974